# Hroznětín
Hroznětín (en allemand : Lichtenstadt) est une ville du district et de la région de Karlovy Vary, en République tchèque. Sa population s'élevait à 2 107 habitants en 2024.

## Géographie
Hroznětín se trouve à 8 km au sud-ouest de Jáchymov, à 9 km au nord de Karlovy Vary et à 115 km à l'ouest-nord-ouest de Prague.
La commune est limitée par Merklín au nord, par Ostrov à l'est, par Hájek et Sadov au sud, par Děpoltovice au sud et à l'ouest, et par Nejdek au nord-ouest.

## Histoire
La plus ancienne mention écrite de Hroznětín remonte au milieu du XIIIe siècle. La commune a le statut de ville depuis 2007.

## Administration
La commune se compose de cinq sections :
- Hroznětín
- Bystřice
- Odeř
- Ruprechtov
- Velký Rybník

## Transports
Par la route, Hroznětín se trouve à 5,5 km d'Ostrov, à 11 km de Jáchymov, à 11 km de Karlovy Vary et à 137 km de Prague.